# Ronnie Prude
Ronnie Edward Prude, Jr. (4 de junio de 1982 en Shreveport, Luisiana) es un jugador profesional de fútbol americano juega la posición de cornerback para Sacramento Mountain Lions en la United Football League. Firmó como agente libre para Baltimore Ravens en 2006. Como colegial jugó en Louisiana State.
También participó en Atlanta Falcons en la National Football League y California Redwoods en la UFL.

## Estadísticas UFL
| Temporada | Equipo | Tkl | Ast | Tot  | Sck | Yds | FF | Int |
| --------- | ------ | --- | --- | ---- | --- | --- | -- | --- |
| 2009      | CAR    | 23  | 8   | 27.0 | 0.0 | 0   | 0  | 0   |
| 2010      | SML    | 20  | 2   | 21.0 | 0.0 | 0   | 0  | 1   |
|           |        | 43  | 10  | 48.0 | 0.0 | 0   | 0  | 1   |